# Stefania Rogozińska Dzik
Stefania Rogozińska Dzik (* 7. Juli 2001 in Dąbrowa Górnicza) ist eine polnische Tennisspielerin.

## Karriere
Rogozińska Dzik begann mit sechs Jahren das Tennisspielen, bevorzugt Hartplätze und spielt bislang vor allem auf der ITF Women’s World Tennis Tour, wo sie bislang einen Titel im Doppel gewann.
Sie spielte 2018 alle Juniorinnenwettbewerbe der vier Grand Slams sowie das Juniorinnendoppel der Australian Open 2019, kam aber in keinem der Wettbewerbe in die zweite Runde. Einzig beim Juniorinneneinzel der Australian Open 2019 erreichte sie mit einem 6:3 und 6:4 Sieg über Charlotte Kempenaers-Pocz die zweite Runde, in der sie dan aber gegen Valentina Ryser mit 7:66, 6:710 und 1:6 verlor.
2019 wurde Rogozińska Dzik nationale polnische Meisterin der Damen.
In der deutschen 2. Tennis-Bundesliga spielte sie 2017 sowie 2018 für den LTTC Rot-Weiß Berlin.

## Turniersiege

### Doppel
| Nr. | Datum         | Turnier | Kategorie | Belag     | Partnerin             | Finalgegnerin               | Ergebnis         |
| --- | ------------- | ------- | --------- | --------- | --------------------- | --------------------------- | ---------------- |
| 1.  | 25. Juni 2022 | Alkmaar | ITF W15   | Hartplatz | Walerija Oljanowskaja | Chiara Scholl Lexie Stevens | 6:3, 5:7, [10:6] |